# Biscutella megacarpaea
Biscutella megacarpaea — вид квіткових рослин родини капустяні (Brassicaceae).

## Опис
Багаторічна рослина. Стебла 30–70(80) см, прямостоячі. Прикореневі листки 7–12 × 2–3 см, виїмчасто-зубчасті, іноді фіолетового кольору на нижньому боці. Чашолистки 2–3(4) мм. Пелюстки 4–6 (-8) мм. Насіння ≈ 2 мм.

## Поширення
Батьківщина. Європа: Гібралтар; Іспанія.